# Ugnji
Ugnji este un sat din comuna Cetinje, Muntenegru. Conform datelor de la recensământul din 2003, localitatea are 25 de locuitori (la recensământul din 1991 erau 41 de locuitori).

## Demografie
În satul Ugnji locuiesc 22 de persoane adulte, iar vârsta medie a populației este de 56,3 de ani (55,9 la bărbați și 56,8 la femei). În localitate sunt 11 gospodării, iar numărul mediu de membri în gospodărie este de 2,27.
|  |

| Demografie | Demografie | Demografie |
| An         | Locuitori  | Locuitori  |
| ---------- | ---------- | ---------- |
|            |            |            |
|            |            |            |
|            |            |            |
|            |            |            |
| 1948       | 153        |            |
| 1953       | 142        |            |
| 1961       | 109        |            |
| 1971       | 81         |            |
| 1981       | 52         |            |
| 1991       | 41         | 40         |
| 2003       | 25         | 25         |

| \| Componența etnică conform recensământului din 2003[2] \| Componența etnică conform recensământului din 2003[2] \| Componența etnică conform recensământului din 2003[2] \| Componența etnică conform recensământului din 2003[2] \| Componența etnică conform recensământului din 2003[2] \| \| ----------------------------------------------------- \| ----------------------------------------------------- \| ----------------------------------------------------- \| ----------------------------------------------------- \| ----------------------------------------------------- \| \| \| \| \| \| \| \| Muntenegreni \| Muntenegreni \| \| 23 \| 92% \| \| Sârbi \| Sârbi \| \| 1 \| 4% \| \| necunoscută \| necunoscută \| \| 1 \| 4% \| |              |  |    |     |
| Componența etnică conform recensământului din 2003 |              |  |    |     |
| |              |  |    |     |
| Muntenegreni | Muntenegreni |  | 23 | 92% |
| Sârbi | Sârbi        |  | 1  | 4%  |
| necunoscută | necunoscută  |  | 1  | 4%  |